# Glypta rufitibialis
Glypta rufitibialis är en stekelart som beskrevs av Dasch 1988. Glypta rufitibialis ingår i släktet Glypta och familjen brokparasitsteklar. Inga underarter finns listade i Catalogue of Life.